# Piknic Électronik
 (novembre 2014).
Si vous disposez d'ouvrages ou d'articles de référence ou si vous connaissez des sites web de qualité traitant du thème abordé ici, merci de compléter l'article en donnant les références utiles à sa vérifiabilité et en les liant à la section « Notes et références ».
 (mai 2025).
 (novembre 2015).
Piknic Électronik est un événement de musique électronique extérieur qui a pour mission de créer des expériences immersives et sociales placées sous le signe de la convivialité. Situé dans le parc Jean-Drapeau, à 10 minutes du centre-ville de Montréal, au Québec, le Piknic rassemble des milliers d’amateurs de musique électronique tous les dimanches à partir de mai jusqu'en octobre. Avec sa programmation variée, le Piknic Électronik s’est imposé depuis plus de 20 ans comme un événement phare du circuit culturel estival montréalais,[non neutre].

## Description
C’est dans un décor vert et bucolique, au parc Jean-Drapeau, que le Piknic Électronik élit domicile depuis sa création. Situé sur l’île Notre-Dame, le site du Piknic Électronik est facilement accessible en transport en commun.
Le site compte deux scènes, une principale où se relaient les invités internationaux et une seconde réservée presque exclusivement aux artistes locaux, pour deux ambiances musicales différentes. Il compte également une aire de pique-nique, un casse-croûte, plusieurs points de service de bar et de grands espaces de détente où les pikniqueurs peuvent se rassembler, au gré de l’atmosphère cherchée. 

## Développement international
En 2012, le Piknic Électronik lance avec succès une première édition internationale du festival dans la ville de Barcelone[réf. nécessaire]en Espagne. En 2014, des éditions à Melbourne et Dubaï voient le jour. Finalement, en 2015, le Piknic s'exporte aussi à Paris, à Cannes, à Lisbonne et à Santiago.

## Développement durable
Le développement durable fait partie de l’ADN du Piknic Électronik. Parmi les actions vertes déployées, un système de verres consignés Éco-cup, a été mis en place en 2013 permettant ainsi de réduire considérablement le nombre de déchets générés de l'événement. Une initiative qui a été saluée par le public et l’industrie et qui a depuis fait son entrée dans plusieurs autres événements. L'événement limite aussi la distribution d’échantillons de produits sur le site, la publicité imprimée et la consommation de bouteilles d’eau en plastique de par l’installation d’une fontaine[réf. nécessaire]. 

## Galerie

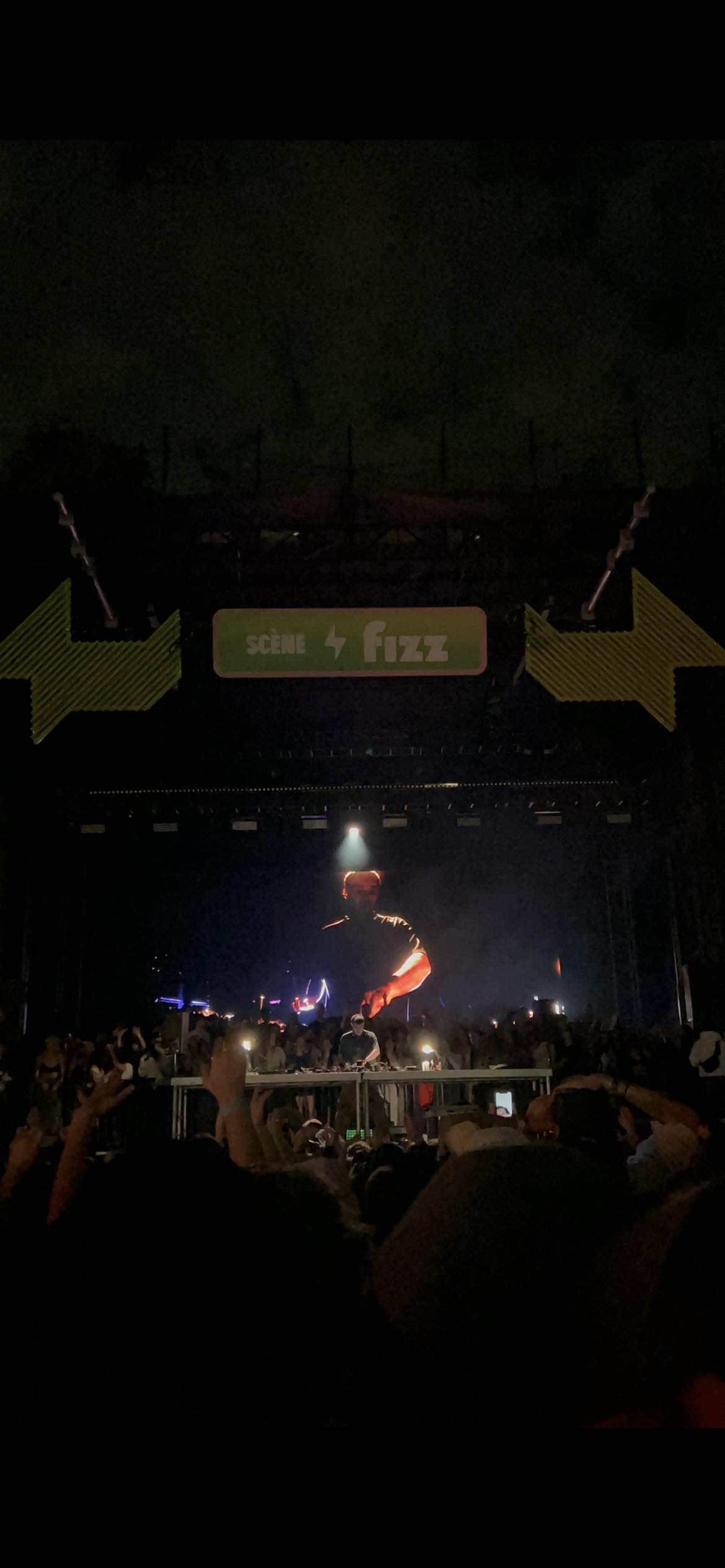
Fin de soirée au Piknic Électronique.
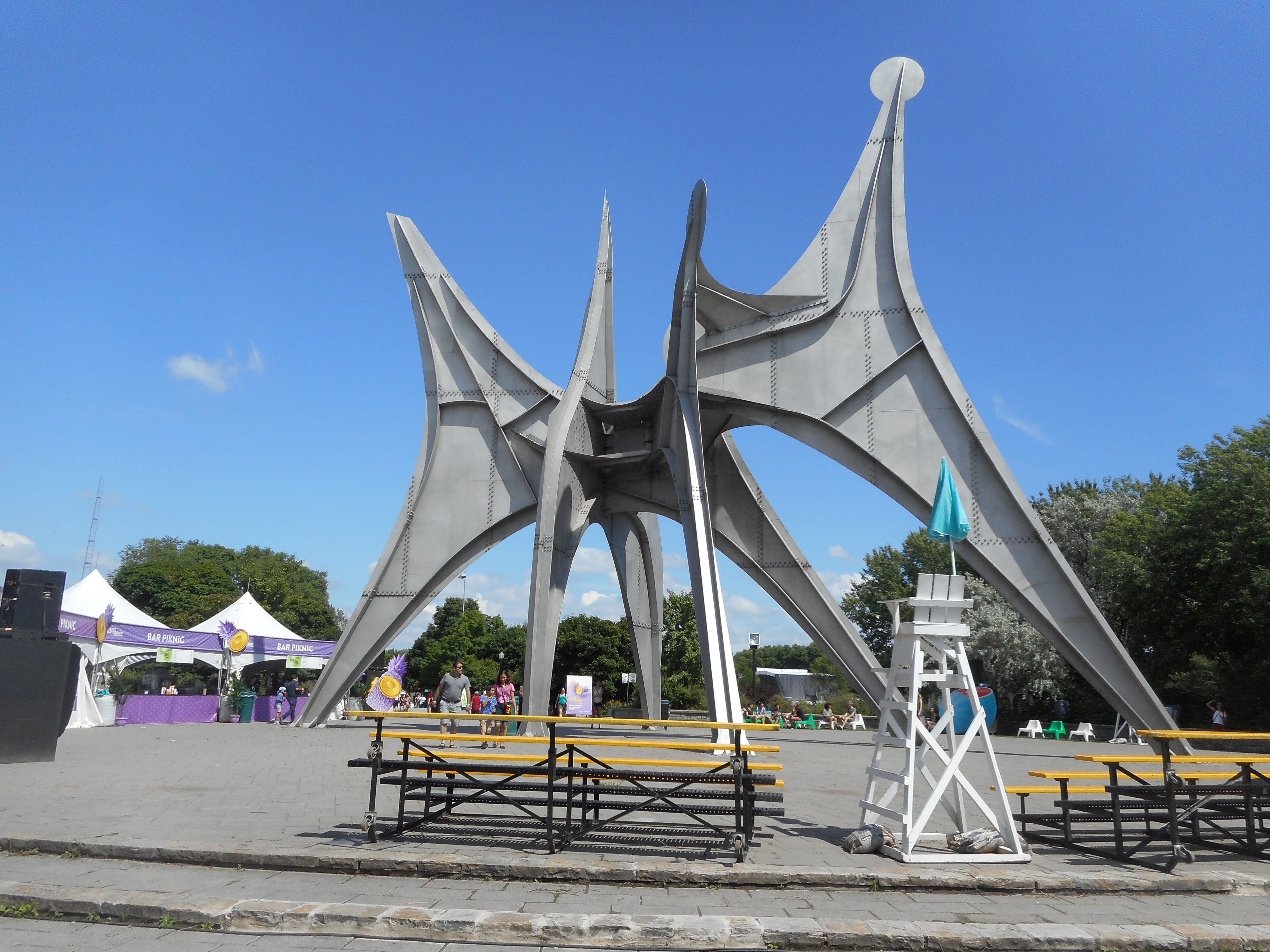
Trois disques (L'Homme), stabile d'Alexander Calder, sur l'Île Sainte-Hélène où se déroule le Piknic Électronik.